# São João da Talha
São João da Talha é uma vila portuguesa que foi sede da extinta freguesia homónima do município de Loures, freguesia que tinha 6,43 km² de área e 17 252 habitantes (2011), e, por isso, uma densidade demográfica de 2 683 hab/km².
A freguesia de São João da Talha foi extinta em 2013, tendo sido agregada às freguesias de Santa Iria de Azoia e de Bobadela para criar a nova União das Freguesias de Santa Iria de Azoia, São João da Talha e Bobadela.
A povoação de São João da Talha foi elevada à categoria de vila em 2003.

## Geografia
Localizada na metade oriental do Município, a Freguesia de São João da Talha confinava com Bobadela, a sul, Unhos, a oeste, São Julião do Tojal, Santa Iria de Azoia, (em Loures), e Vialonga, (no Município de Vila Franca de Xira), a norte, e ainda com o rio Tejo, a este.
Incluía a vila de São João da Talha, assim como o núcleo de Vale Figueira e vários bairros.

## População
| População da freguesia de São João da Talha | População da freguesia de São João da Talha | População da freguesia de São João da Talha | População da freguesia de São João da Talha | População da freguesia de São João da Talha | População da freguesia de São João da Talha | População da freguesia de São João da Talha | População da freguesia de São João da Talha | População da freguesia de São João da Talha | População da freguesia de São João da Talha | População da freguesia de São João da Talha | População da freguesia de São João da Talha | População da freguesia de São João da Talha | População da freguesia de São João da Talha | População da freguesia de São João da Talha |
| ------------------------------------------- | ------------------------------------------- | ------------------------------------------- | ------------------------------------------- | ------------------------------------------- | ------------------------------------------- | ------------------------------------------- | ------------------------------------------- | ------------------------------------------- | ------------------------------------------- | ------------------------------------------- | ------------------------------------------- | ------------------------------------------- | ------------------------------------------- | ------------------------------------------- |
| 1864                                        | 1878                                        | 1890                                        | 1900                                        | 1911                                        | 1920                                        | 1930                                        | 1940                                        | 1950                                        | 1960                                        | 1970                                        | 1981                                        | 1991                                        | 2001                                        | 2011                                        |
| 365                                         | 426                                         | 501                                         | 496                                         |                                             |                                             |                                             | 1 090                                       | 1 791                                       | 3 858                                       | 7 229                                       | 18 273                                      | 15 511                                      | 17 970                                      | 17 252                                      |

Nos anos de 1864 e 1878 pertencia ao concelho dos Olivais, extinto por decreto de 22/07/1886. Por alvará de 28/07/1896, esta freguesia esteve anexada à freguesia de Santa Iria da Azóia, sendo desanexada pelo decreto-lei nº 29.468, de 01/03/1939

## História
São João da Talha foi até ao século XIV parte integrante da freguesia de Sacavém, sendo referenciada como Sacavém Extra-Muros, ou simplesmente Talha. Reza a lenda que D. Afonso Henriques, deslocando-se para tomar Lisboa, aqui parou e rezou numa velha ermida então existente. Em 1388, D. João I separou as duas freguesias e atribuiu o reguengo de Sacavém Extra-Muros a Nuno Álvares Pereira.
Em São João da Talha viria a nascer o jesuíta Vicente Rodrigues, conhecido pela sua actividade de missionação dos índios brasileiros. Também aqui possuiu capela Jorge de Barros (estando mesmo sepultado na Igreja de São João Baptista), um dos irmãos do insigne humanista João de Barros.
A partir do século XIX, teve início a industrialização do sítio.
Pertenceu ao concelho dos Olivais, criado em 1852, onde permaneceu até à criação do concelho (atual município) de Loures em 26 de julho de 1886.
Por um decreto de 26 de julho de 1896, esta freguesia foi anexa à vizinha Santa Iria de Azoia, permanecendo nela integrada, como simples lugar, até ter sido reconstituída como freguesia em 1 de Março de 1939, através do Decreto-Lei n.º 29648 . Em 1989, em virtude do seu elevado crescimento demográfico e económico, o sítio da Bobadela tornou-se uma freguesia autónoma, separando-se assim de São João da Talha.
Por fim, em 1 de julho de 2003, por proposta do PCP, a Assembleia da República votou favoravelmente a elevação da povoação a vila.

## Património
- Igreja de São João Baptista ou Igreja de São João Baptista da Talha[9]

## Heráldica
São João da Talha utiliza a seguinte bandeira e brasão de armas:Um escudo de prata, S. João Baptista de pé, com agnus dei de prata aos ombros, vestido de peles de prata e manto de vermelho, sustendo uma haste crucífera de negro, com lábaro de vermelho carregado com uma cruz firmada de prata, e com o pé esquerdo assente sobre uma talha de barro vermelho, posta em faixa, acompanhado à dextra de uma roda de indústria de negro e, à sinistra, de uma armação de moinho de negro, cordoada do mesmo e vestida de vermelho. Em ponta, cinco faixas ondadas de azul e prata. Uma coroa mural de prata de quatro torres. Um listel branco, com a legenda de negro, em maiúsculas: «S. JOÃO DA TALHA». Bandeira esquartelada de vermelho e branco; cordões e borlas de prata e vermelho.
Até 2003, data da sua elevação a vila, a freguesia de São João da Talha usava um brasão idêntico, excepto no tocante ao número de torres da coroa mural (três em vez das actuais quatro); de igual forma, para reflectir o novo estatuto, a partição da bandeira passou de plana de vermelho para esquartelada de vermelho e branco.